# Hongkong na Letnich Igrzyskach Olimpijskich 2004
Hongkong na Letnich Igrzyskach Olimpijskich 2004 reprezentowało 33. zawodników: 14. mężczyzn i 16. kobiet. Był to 13. start reprezentacji Hongkongu na letnich igrzyskach olimpijskich.
Najmłodszym hongkońskim zawodnikiem na tych igrzyskach był 13-letni pływak, Yip Tsz Wa, zaś najstarszym 33-letni żeglarz, Lee Lai Shan.

## Zdobyte medale
| Medal    | Zawodnik             | Dyscyplina sportowa | Konkurencja           | Data        |
| -------- | -------------------- | ------------------- | --------------------- | ----------- |
| · Srebro | Ko Lai Chak Li Ching | · Tenis stołowy     | gra podwójna mężczyzn | 21 sierpnia |